# Никола Тесла (Нишка Бања)
Никола Тесла је насељено место у градској општини Нишка Бања на подручју града Ниша у Нишавском округу. Према попису из 2022. било је 4.374 становника (према попису из 1991. било је 3.710 становника).

## Саобраћај
До Насеља Никола Тесла се може доћи градском линијом 1 Миново Насеље - Нишка Бања, као и приградским линијама 18 ПАС Ниш - Сићево, линијом 19 ПАС Ниш - Куновица - Банцарево, линијама 20 и 20Л ПАС Ниш - Островица - Равни До, линијама 21 и 21Л ПАС Ниш - Јелашница - Горња Студена и линијом 37 ПАС Ниш - Насеље Никола Тесла - Прва Кутина - Лазарево Село.

## Демографија
У насељу Никола Тесла живи 3825 пунолетних становника, а просечна старост становништва износи 43,9 година (43,2 код мушкараца и 44,5 код жена). У насељу има 1688 домаћинстава, а просечан број чланова по домаћинству је 2,59.
Ово насеље је великим делом насељено Србима (према попису из 2002. године).
|  |

| Демографија | Демографија | Демографија |
| Година      | Становника  | Становника  |
| ----------- | ----------- | ----------- |
| 1948.       | 686         |             |
| 1953.       | 880         |             |
| 1961.       | 1.500       |             |
| 1971.       | 2.360       |             |
| 1981.       | 3.029       |             |
| 1991.       | 3.710       | 3.672       |
| 2002.       | 3.532       | 3.645       |
| 2011.       | 4.651       |             |
| 2022.       | 4.374       |             |

| Етнички састав према попису из 2002.‍ | Етнички састав према попису из 2002.‍ | Етнички састав према попису из 2002.‍ | Етнички састав према попису из 2002.‍ | Етнички састав према попису из 2002.‍ |
| ------------------------------------ | ------------------------------------ | ------------------------------------ | ------------------------------------ | ------------------------------------ |
|                                      |                                      |                                      |                                      |                                      |
| Срби                                 | Срби                                 |                                      | 3.411                                | 96,57%                               |
| Роми                                 | Роми                                 |                                      | 74                                   | 2,09%                                |
| Македонци                            | Македонци                            |                                      | 7                                    | 0,19%                                |
| Црногорци                            | Црногорци                            |                                      | 4                                    | 0,11%                                |
| Хрвати                               | Хрвати                               |                                      | 2                                    | 0,05%                                |
| Бугари                               | Бугари                               |                                      | 2                                    | 0,05%                                |
| Бошњаци                              | Бошњаци                              |                                      | 2                                    | 0,05%                                |
| Југословени                          | Југословени                          |                                      | 2                                    | 0,05%                                |
| Руси                                 | Руси                                 |                                      | 1                                    | 0,02%                                |
| Муслимани                            | Муслимани                            |                                      | 1                                    | 0,02%                                |
| непознато                            | непознато                            |                                      | 13                                   | 0,36%                                |

| Година пописа     | 1948. | 1953. | 1961. | 1971. | 1981. | 1991. | 2002. |
| ----------------- | ----- | ----- | ----- | ----- | ----- | ----- | ----- |
| Број домаћинстава | 181   | 237   | 431   | 663   | 899   | 1.159 | 1.214 |

| Број чланова      | 1   | 2   | 3   | 4   | 5  | 6  | 7 | 8 | 9 | 10 и више | Просек |
| ----------------- | --- | --- | --- | --- | -- | -- | - | - | - | --------- | ------ |
| Број домаћинстава | 162 | 333 | 276 | 364 | 61 | 14 | 2 | 1 | 1 | 0         | 2,91   |

| Пол    | Укупно | Неожењен/Неудата | Ожењен/Удата | Удовац/Удовица | Разведен/Разведена | Непознато |
| ------ | ------ | ---------------- | ------------ | -------------- | ------------------ | --------- |
| Мушки  | 1.489  | 403              | 1.006        | 48             | 30                 | 2         |
| Женски | 1.426  | 231              | 1.009        | 144            | 38                 | 4         |
| УКУПНО | 2.915  | 634              | 2.015        | 192            | 68                 | 6         |

| Пол    | Укупно                    | Пољопривреда, лов и шумарство | Рибарство                            | Вађење руде и камена | Прерађивачка индустрија       |
| ------ | ------------------------- | ----------------------------- | ------------------------------------ | -------------------- | ----------------------------- |
| Мушки  | 765                       | 13                            | 0                                    | 0                    | 355                           |
| Женски | 460                       | 11                            | 0                                    | 0                    | 166                           |
| УКУПНО | 1.225                     | 24                            | 0                                    | 0                    | 521                           |
| Пол    | Производња и снабдевање   | Грађевинарство                | Трговина                             | Хотели и ресторани   | Саобраћај, складиштење и везе |
| Мушки  | 14                        | 59                            | 95                                   | 30                   | 61                            |
| Женски | 1                         | 7                             | 86                                   | 28                   | 14                            |
| УКУПНО | 15                        | 66                            | 181                                  | 58                   | 75                            |
| Пол    | Финансијско посредовање   | Некретнине                    | Државна управа и одбрана             | Образовање           | Здравствени и социјални рад   |
| Мушки  | 8                         | 7                             | 44                                   | 11                   | 20                            |
| Женски | 5                         | 8                             | 13                                   | 25                   | 76                            |
| УКУПНО | 13                        | 15                            | 57                                   | 36                   | 96                            |
| Пол    | Остале услужне активности | Приватна домаћинства          | Екстериторијалне организације и тела | Непознато            | Непознато                     |
| Мушки  | 14                        | 0                             | 0                                    | 34                   | 34                            |
| Женски | 9                         | 0                             | 0                                    | 11                   | 11                            |
| УКУПНО | 23                        | 0                             | 0                                    | 45                   | 45                            |

## Галерија
- Кућа поред пута Ниш - Нишка Бања
- Једна од кућа поред улице
- Раскрсница
- Кућа поред пута Нишка бања - Гаџин Хан

## Занимљивости
Насеље Никола Тесла се у народу зове „број 6“ зато што је ту била шеста караула Немаца у Другом светском рату где су се чували мостови од диверзаната.